# Mestre do cavalo (Hungria)
Mestre do cavalo (em alemão: Königlicher Oberststallmeister; em húngaro: főlovászmester; em latim: agazonum regalium magistri ou magister agazonum) foi um dos altos oficiais do séquito real do Reino da Hungria. Mestres do cavalo foram incluídos entre os "verdadeiros barões" do reino em torno de 1220.